# Muradiye
Muradiye là một huyện thuộc tỉnh Van, Thổ Nhĩ Kỳ. Huyện có diện tích 1049 km² và dân số thời điểm năm 2007 là 51336 người, mật độ 49 người/km².